# SN 1987A

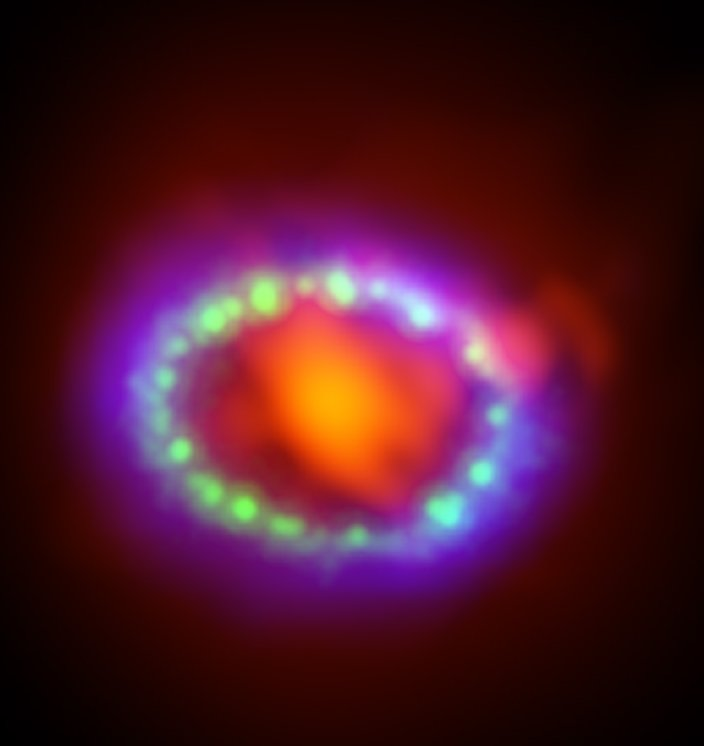
Pozůstatek supernovy SN 1987A. Obraz v nepravých barvách vznikl složením snímků v různých spektrech. Data z teleskopu ALMA (rádiové spektrum, červená barva) ukazují prachové oblasti kolem jádra, data z Hubbleova dalekohledu (viditelné světlo, zeleně) a dalekohledu Chandra (rentgenové záření, modře) ukazují rozpínající se obálku (rázová vlna).

SN 1987A je supernova na okraji mlhoviny Tarantule ve Velkém Magellanově oblaku (blízké trpasličí galaxii). Nachází se přibližně 51,4 kiloparseků (168 000 světelných let) od Země, tedy tak blízko, že byla na jižní polokouli viditelná pouhým okem. Je to zatím (2016) poslední pouhým okem pozorovaná supernova od objevu SN 1604, která se ovšem nachází mnohem blíže, přímo v Mléčné dráze. Světlo ze supernovy SN 1987A přiletělo k Zemi 23. února 1987 a jako první supernova v tomto roce dostala označení „1987A“. V květnu dosáhla její hvězdná velikost hodnoty 3 mag a v dalších měsících postupně klesala. Pro moderní astronomy to byla první příležitost k podrobnému zkoumání výbuchu supernovy a její pozorování přineslo řadu podrobností o supernovách se zhrouceným jádrem. Zvláště důležité bylo přímé pozorování předpokládaného záření gama ve formě spektrálních čar radioaktivních jader kobaltu (56Co a 57Co). Tím byla radioaktivní energie potvrzena jako zdroj dlouhodobého záření supernovy po jejím výbuchu.